# ديفيد بليك
ديفيد بليك (27 أبريل 1925 في المملكة المتحدة - 21 مايو 2015) (بالإنجليزية: David Blake)‏ هو لاعب كريكت بريطاني وبريطاني (وحمل سابقاً جنسية المملكة المتحدة لبريطانيا العظمى وأيرلندا). لعب مع نادي مقاطعة هامبشاير للكريكت ‏ ونادي مارليبون للكريكت ‏.

## وصلات خارجية
- ديفيد بليك على موقع إي آس بي آن كريك إنفو (الإنجليزية)